# 15248 Hidekazu
15248 Hidekazu este un asteroid din centura principală de asteroizi.

## Descriere
15248 Hidekazu este un asteroid din centura principală de asteroizi. A fost descoperit pe 29 noiembrie 1989 la Kitami de Kin Endate și Kazuro Watanabe. Asteroidul prezintă o orbită caracterizată de o semiaxă mare de 2,57 ua, o excentricitate de 0,21 și o înclinație de 1,2° în raport cu ecliptica.